# Ô tác Karoo
Ô tác Karoo, tên khoa học Eupodotis vigorsii, là một loài chim trong họ Otididae.